# Lyxor Asset Management
Lyxor Asset Management war die international tätige Investmentgesellschaft der französischen Großbank Société Générale mit einem verwalteten Vermögen von 156 Milliarden Euro. Zu den Kunden zählten Pensionskassen, Versicherungen, Hedgefonds und Privatkunden. Der Hauptsitz der Gesellschaft war in Paris. Seit 2022 gehört Lyxor zu Amundi, dem größten Vermögensverwalter in Europa, mit einer Anlagesumme von rund 2 Billionen Euro. Seit Ende 2023 ist die Marke Lyxor weitestgehend vom Markt verschwunden, bestehende Fonds wurden auf den Markennamen Amundi umfirmiert.

## Geschichte
Lyxor Asset Management wurde 1998 gegründet und beschäftigte Ende 2006 mehr als 200 Fondsmanager, die zu der Zeit mehr als 1400 Fonds und ein Vermögen im Umfang von mehr als 87 Milliarden Euro verwalteten. Ende September 2019 verwaltete das Unternehmen bereits 156,7 Milliarden Euro, davon 73 Milliarden Euro in ETFs und anderen Indexprodukten. Das Unternehmen wurde in Form einer Aktiengesellschaft mit einem Stammkapital von 1,2 Millionen Euro und Hauptsitz in Puteaux geführt. Lyxor Asset Management bot ETFs, strukturierte Produkte und weitere alternative Investments institutionellen Investoren sowie Privatkunden an. Die Gesellschaft war in Europa einer der führenden Anbieter von ETFs. Im März 2013 brachte Lyxor Asset Management erstmals zwei Volatilitätsindex-ETFs an die Börse.
Nachdem die Societé Generale Ende 2018 den Investmentbereich ComStage von der Commerzbank übernommen hatte, wurde dieser am 16. Oktober 2019 mit Lyxor zusammengeführt und firmierte fortan unter dem Namen Lyxor Deutschland mit Sitz in Frankfurt am Main. Alle Mitarbeiter der ComStage wurden von Lyxor Deutschland übernommen. Die ComStage-ETFs wurden entweder mit den entsprechenden Lyxor-Fonds verschmolzen oder wurden in ihrer ursprünglichen Form unter der Marke Lyxor weitergeführt. Das Angebot umfasste seitdem mehr als 300 Fondsprodukte.
Im April 2021 hat Amundi angekündigt, Lyxor zu übernehmen. Die Übernahme wurde zum Jahreswechsel 2021/2022 abgeschlossen. Im September 2023 kündigte Amundi an, den Markennamen Lyxor bis zum Ende des Jahres 2023 vom Markt nehmen zu wollen und alle noch bestehenden 202 Fonds samt ihrer Anteilsklassen der Marke „Lyxor“ auf Amundi umzufirmieren.